# Salcedo, Pontevedra
Salcedo ou San Martiño de Salcedo est une paroisse civile située au sud de la commune de Pontevedra en Espagne. Selon le recensement municipal de 2021, elle comptait 2 210 habitants, répartis dans 28 entités de population.

## Localisation
Située au sud de la commune de Pontevedra, cette paroisse civile est limitrophe de Lourizán, Tomeza et de la commune de Vilaboa.

## Histoire

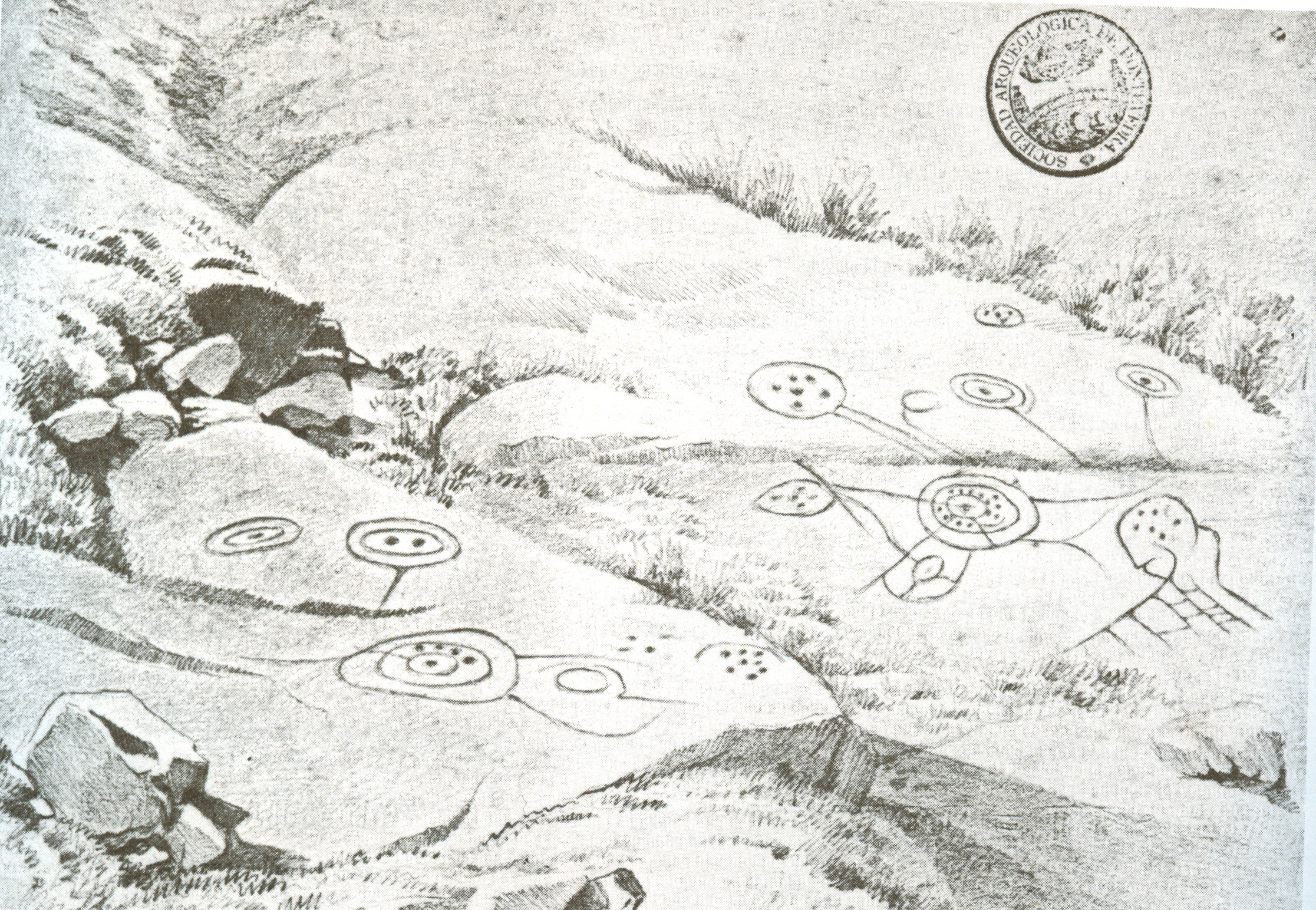
Outeiro da Mina par Enrique Campo.

Dans les lieux-dits de Cabanas et de l'Esculca, plusieurs pétroglyphes sont conservés. Il y a des vestiges de villages castrexos, comme le castro d'As Croas. On a trouvé plusieurs bornes milliaires de la Via XIX de l' itinéraire Antonin .
Jadis Salcedo a formé sa propre commune avec la paroisse de Lourizán.

## Patrimoine
En plus de l'église paroissiale, d'autres édifices religieux sont la chapelle de San Brais (Saint-Blaise) et la chapelle de San Breixo (Saint-Verissimo). L'origine de ce dernier n'est pas bien définie, bien que le style gothique prédomine dans la partie la plus ancienne. Le reste date du XVIIIe siècle.
Le palais de l' archevêque Malvar, appelé Pazo da Carballeira de Gandarón, abrite actuellement le siège de la Mission Biologique de Galice, destinée à la recherche scientifique. C'est une entité qui concentre ses recherches sur l'amélioration génétique des cultures des zones humides, spécialisée dans le maïs. 
On trouve également dans la commune le Pazo de García Flórez et Miradores, ainsi que la Maison de la Granja et le Presbytère.

## Fêtes
Les fêtes les plus importantes dans cette paroisse sont celles de San Martiño (Saint-Martin), son patron, le 11 novembre et Santa Rita, le 22 mai.

## Galerie d'images

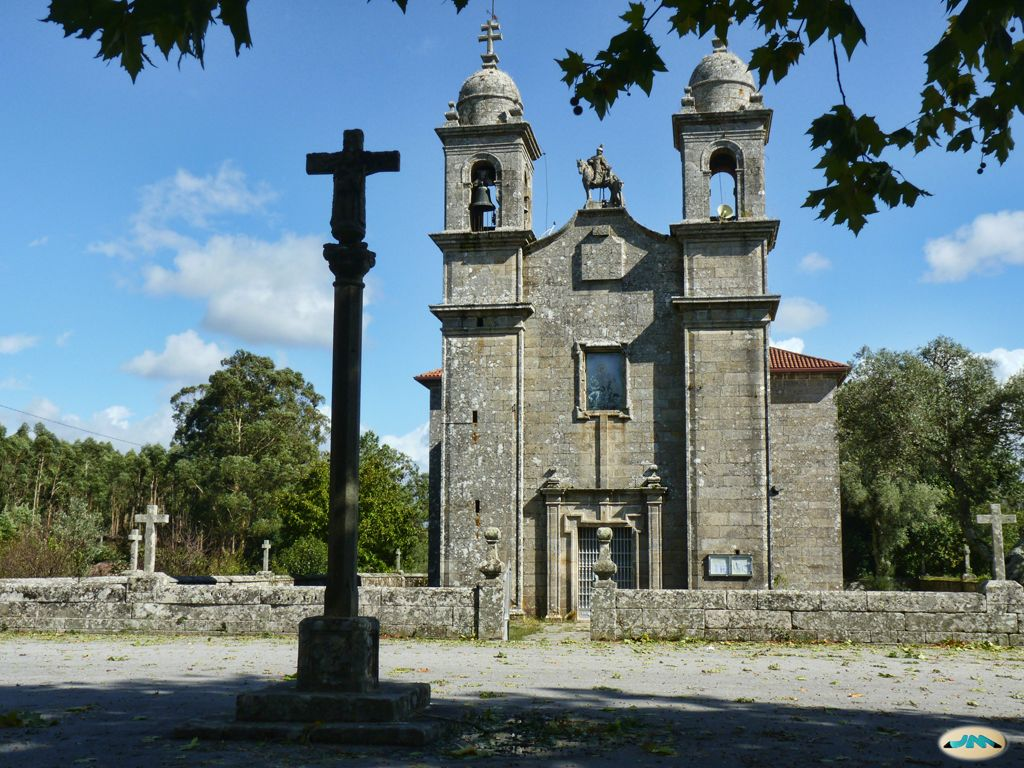
Église paroissiale.
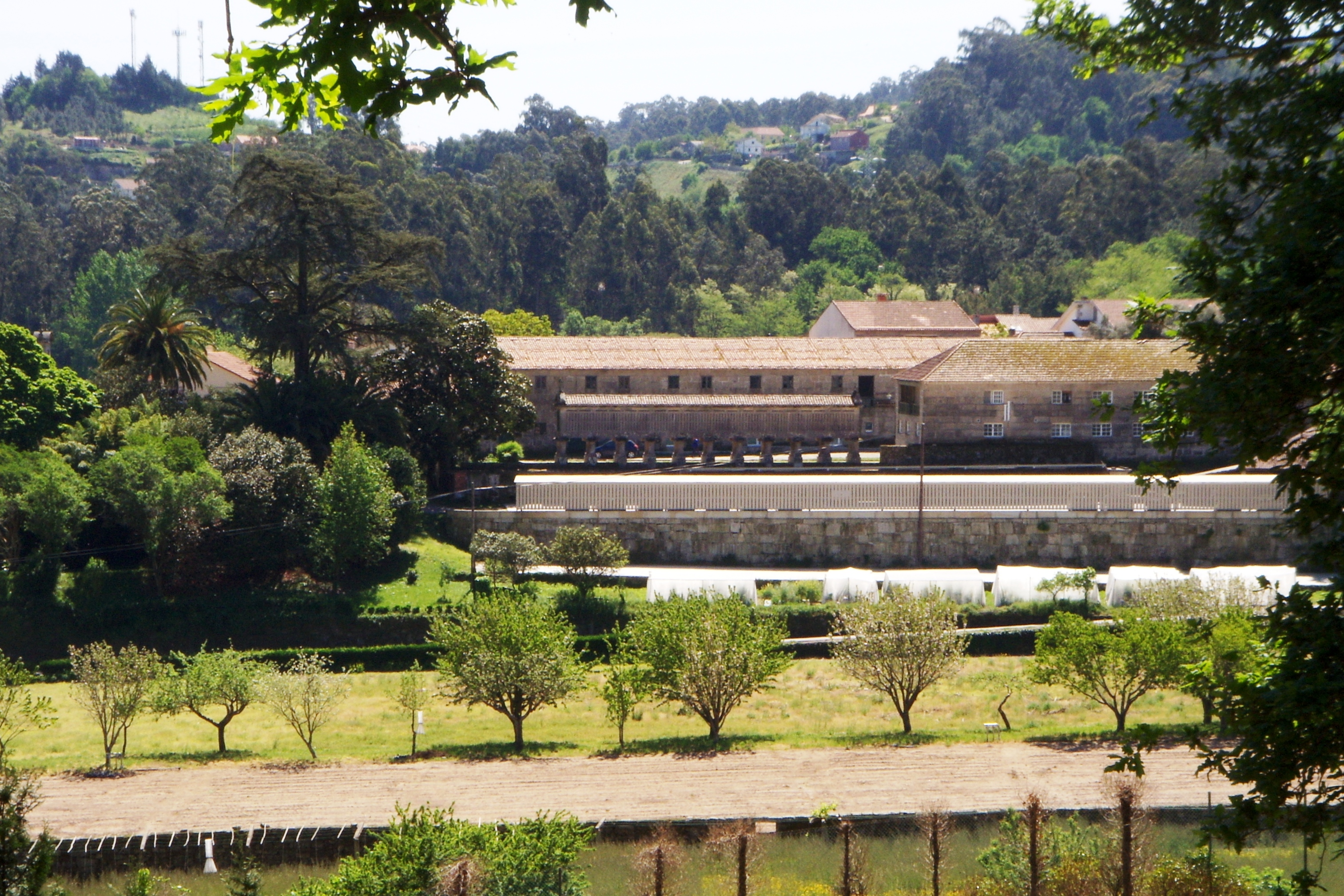
Pazo da Carballeira de Gandarón, Mission Biologique de Galice.
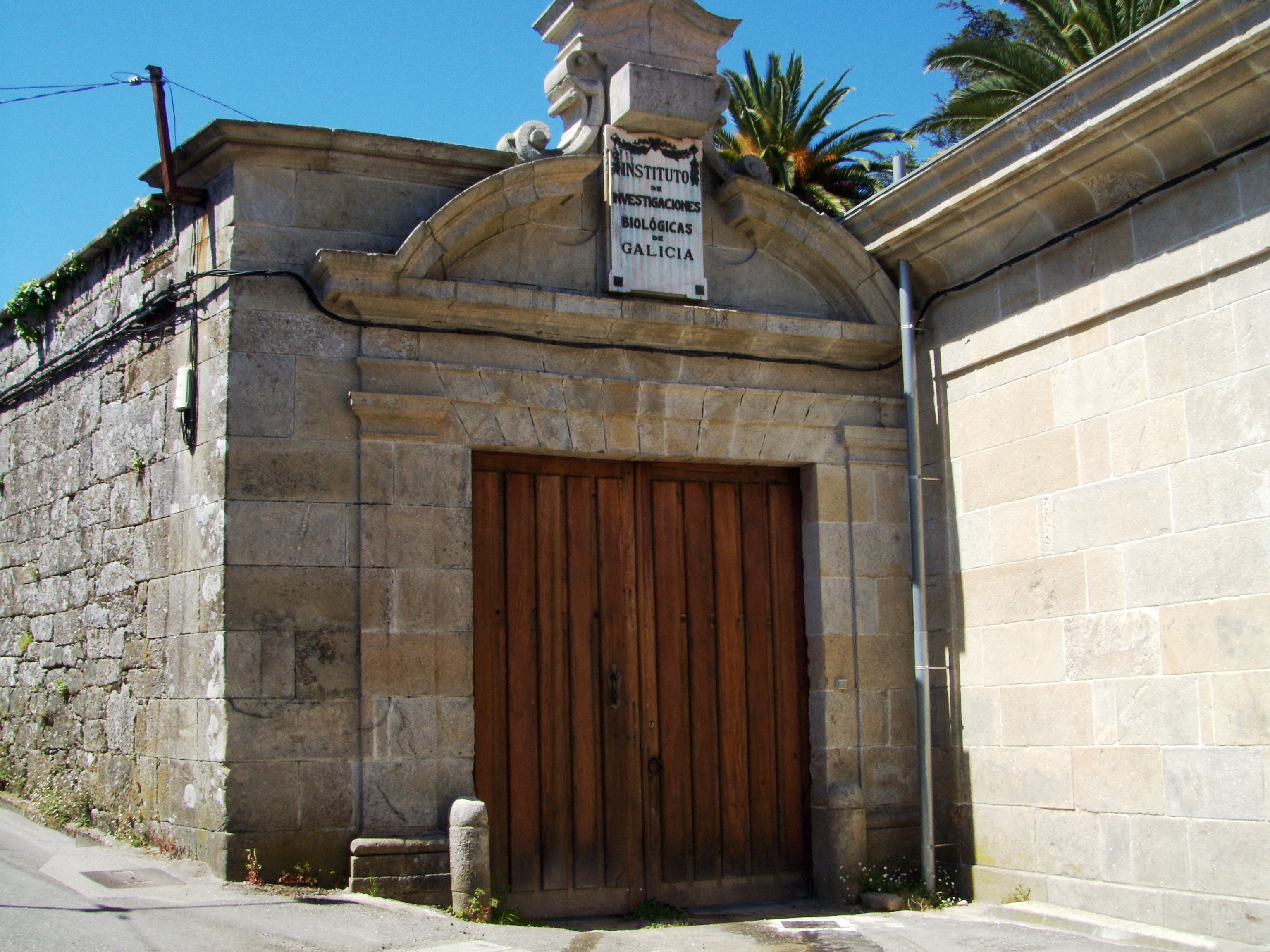
Mission Biologique de Galice.
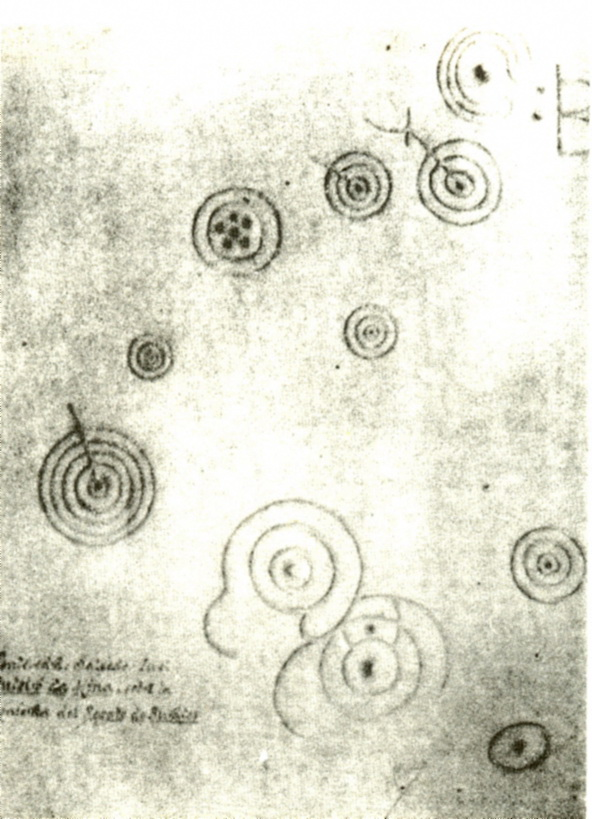
Regato dos Buratos.
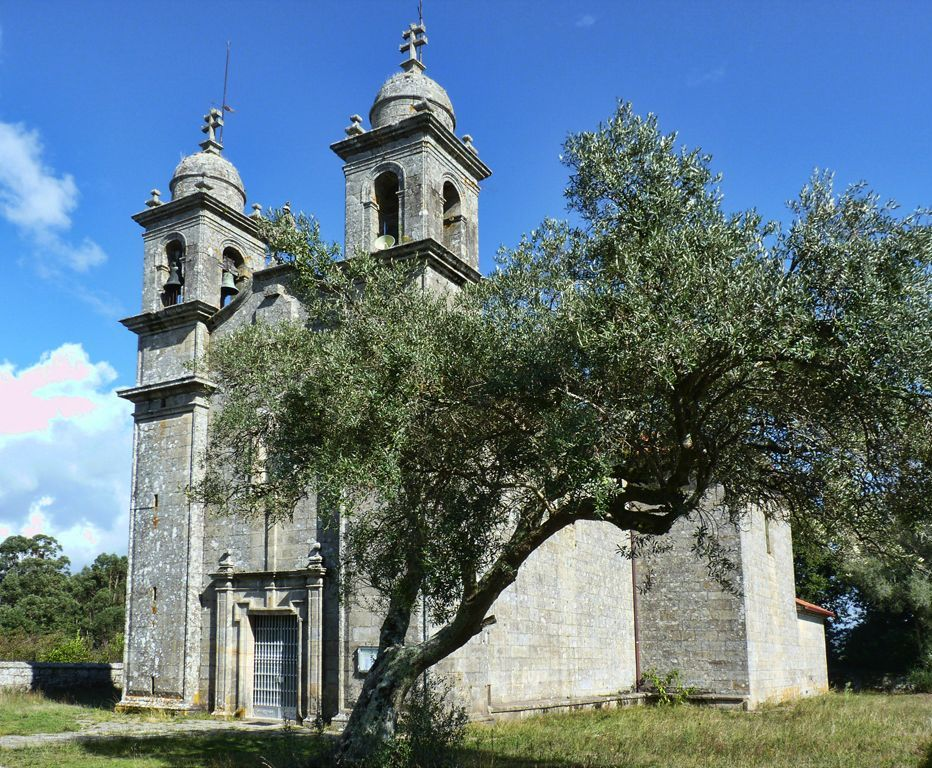
Église de Salcedo.
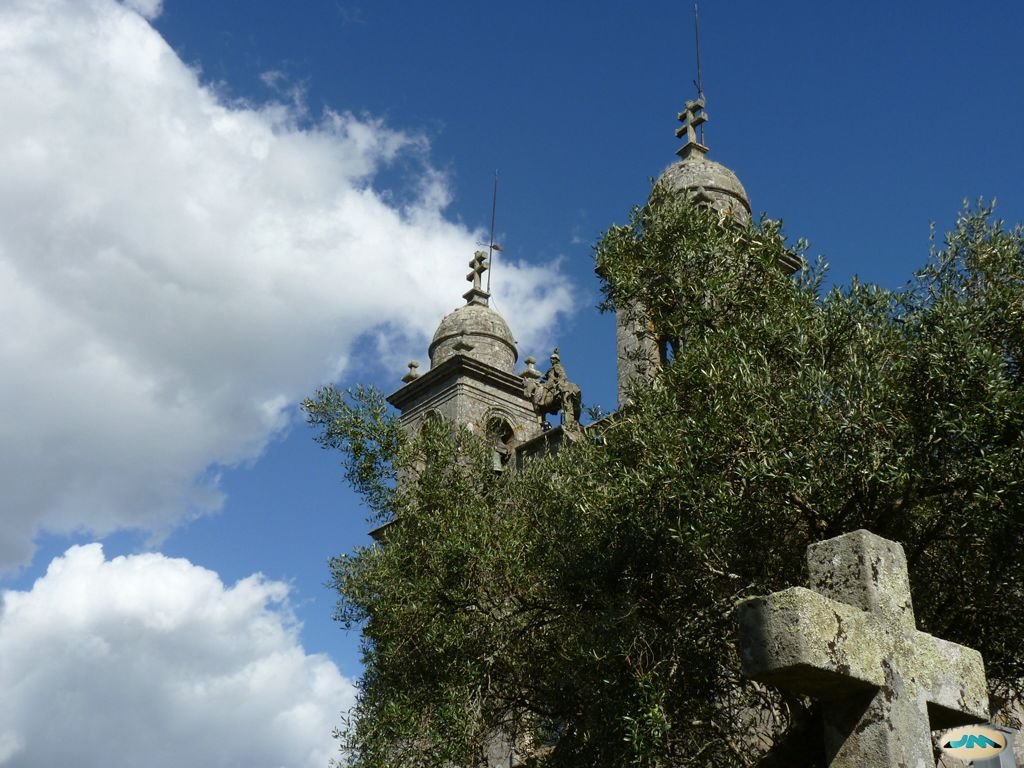
Tours d'église.
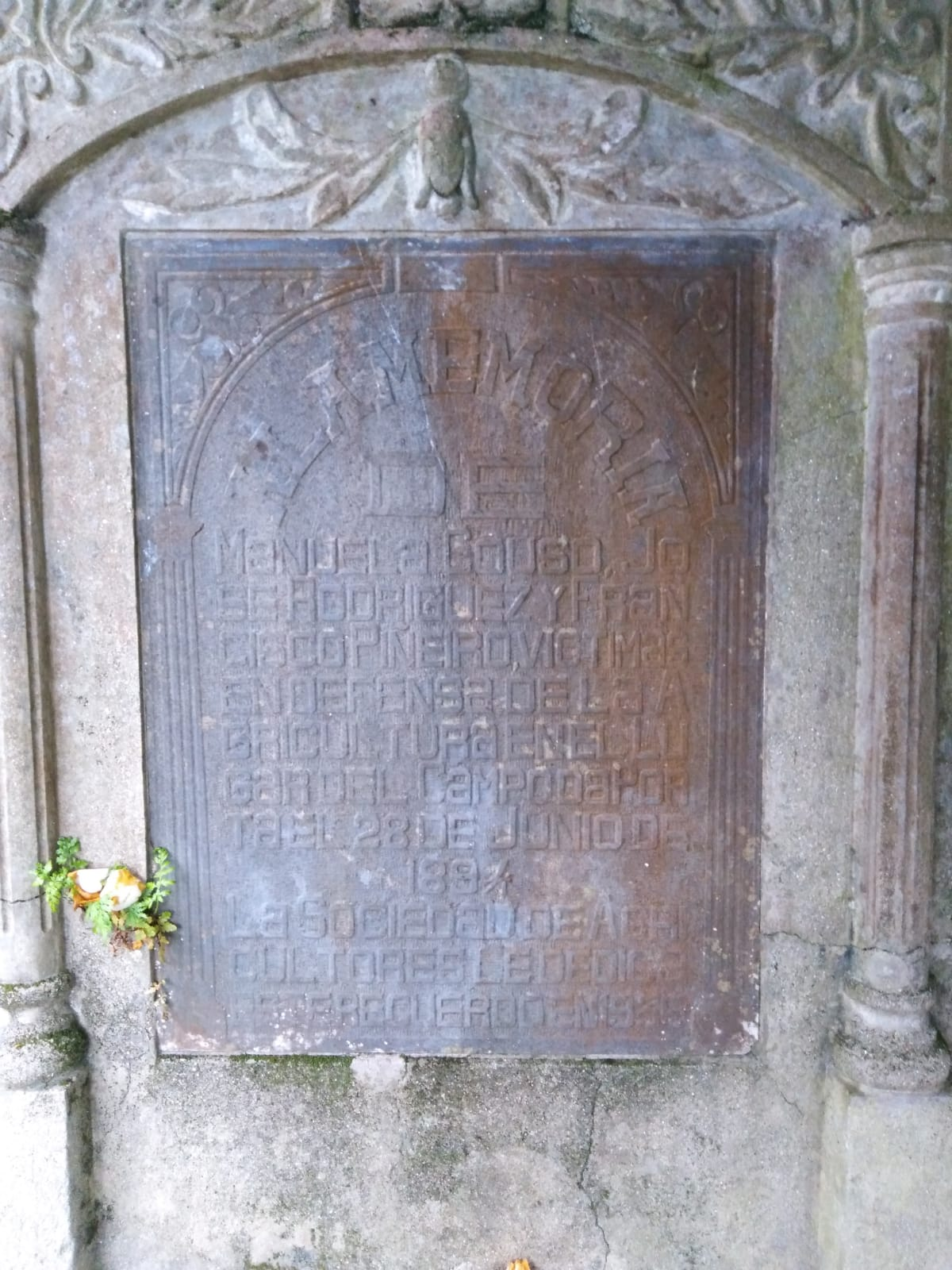
Plaque à la mémoire des paysans tués en 1894.